# Maddie Taylor
Maddie Taylor (* 31. Dezember 1966 in Flint, Michigan als Matthew William Taylor) ist eine US-amerikanische Synchronsprecherin für Zeichentrick/Animationsfilm.

## Leben
Maddie Taylor kam als Storyboard-Artist zu Sony Pictures Animation, wurde dann aber dort als Synchronsprecherin entdeckt. Für die Jagdfieber-Animationsfilme synchronisierte sie diverse Tiere. bei T.U.F.F. Puppy sprach sie die Ratte Verminious Snaptrap, bei Cosmo & Wanda den magischen Hund Sparky.

## Synchronrollen (Auswahl)
- 2006: Jagdfieber als Deni, Porcupine
- 2007: Könige der Wellen als Ivan
- 2008: Jagdfieber 2 als Deni, Ian, Buddy
- 2010: Jagdfieber 3 als Elliot, Ian, Deni, Reilly, Buddy
- 2010–2015: T.U.F.F. Puppy als Verminious Snaptrap (Zeichentrickserie)
- 2012: Hotel Transsilvanien diverse
- 2013–2016: Cosmo & Wanda – Wenn Elfen helfen als Sparky (Zeichentrickserie)
- 2015: Jagdfieber 4: Ungebetene Besucher diverse
- 2016: Angry Birds – Der Film als Hamilton Pig
- 2019: Playmobil – Der Film als Glinara